# Бризен (Марк)
Бризен (нем. Briesen, луж. Brjazyna) — коммуна в Германии, в земле Бранденбург.
Входит в состав района Одер-Шпре. Подчиняется управлению Одерфорланд. Население составляет 2206 человек (на 31 декабря 2010 года). Занимает площадь 65,72 км².
| Год  | Население |
| ---- | --------- |
| 2005 | 2341      |
| 2010 | 2212      |

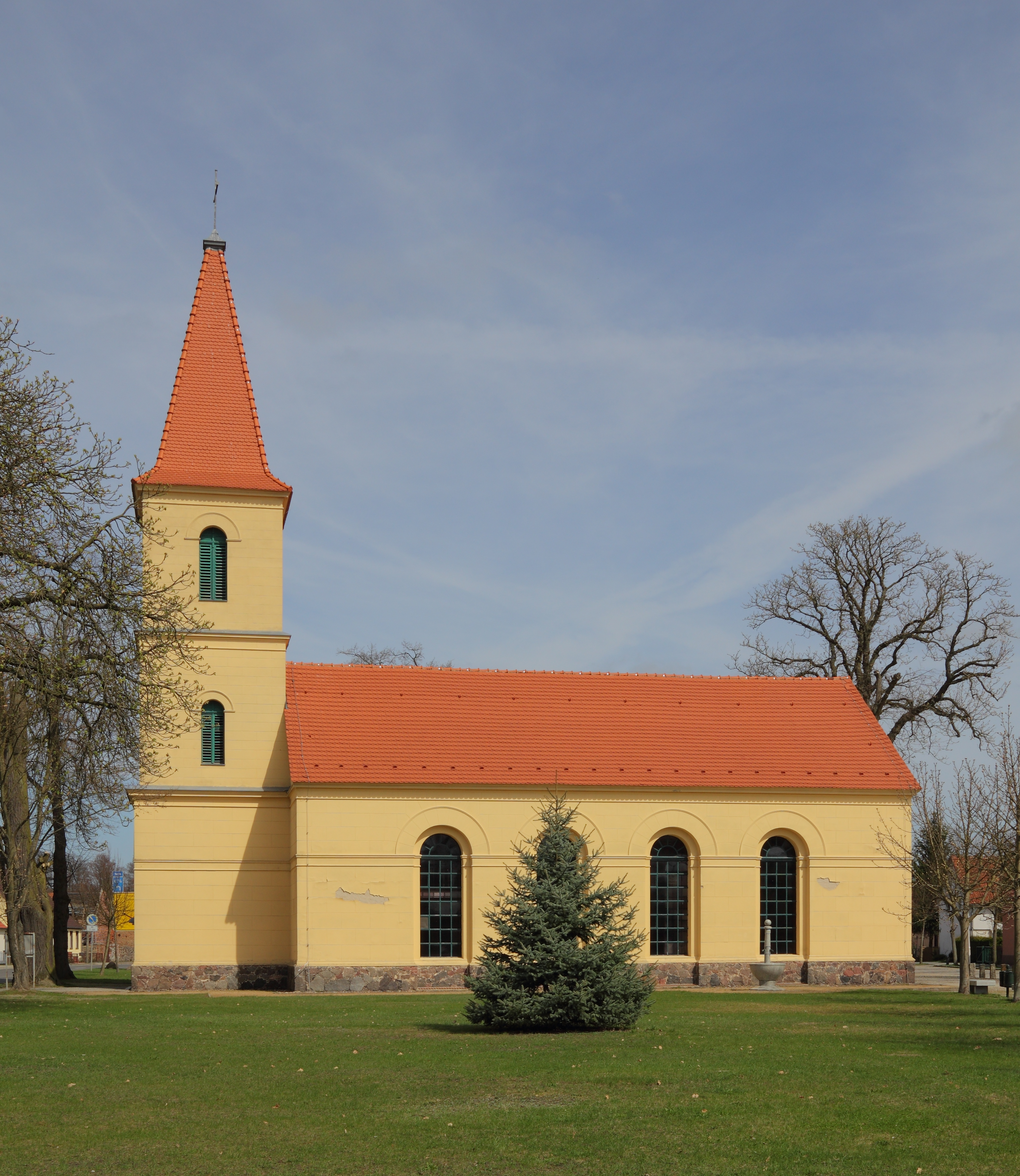
Протестантский храм
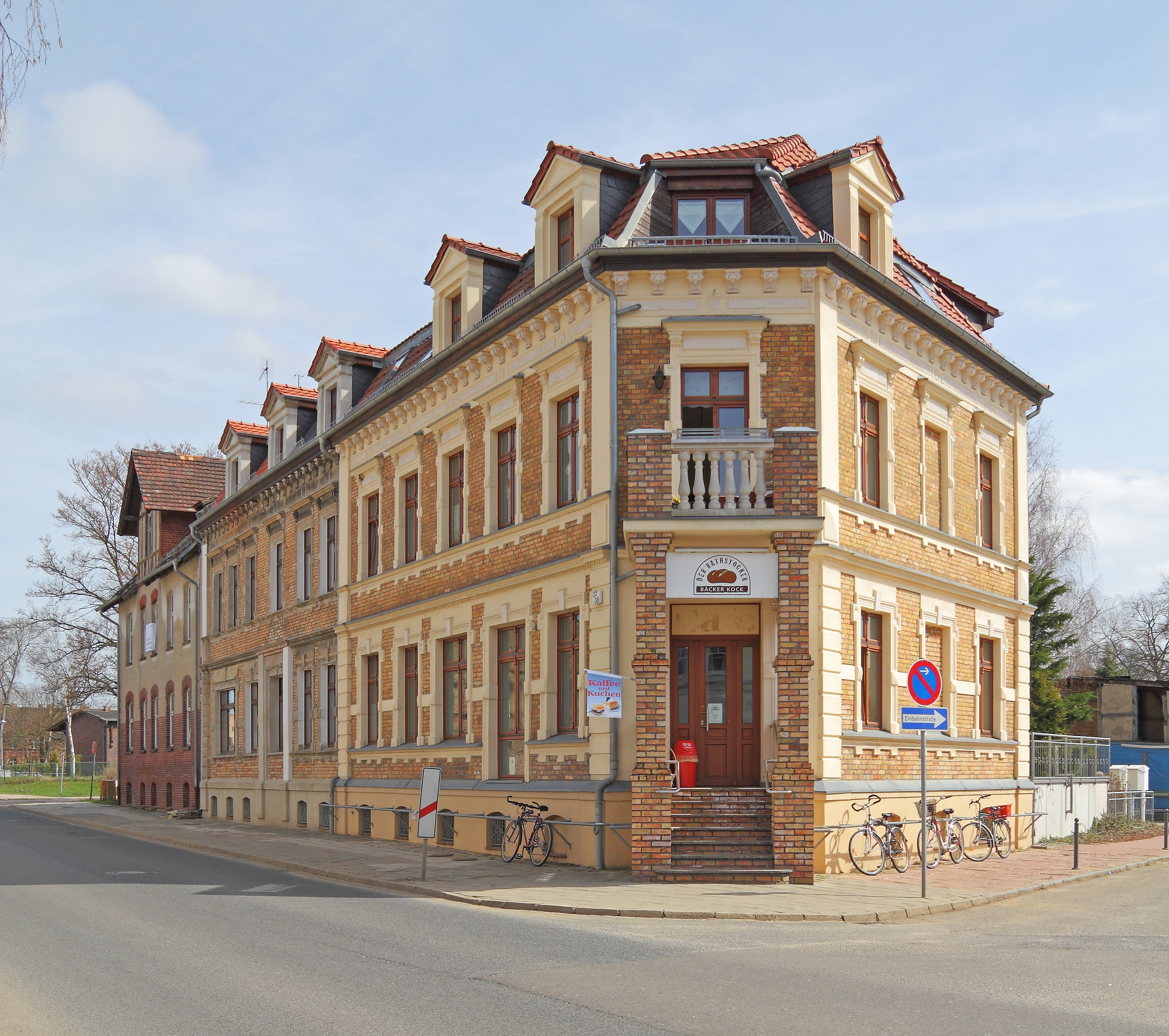
Булочная
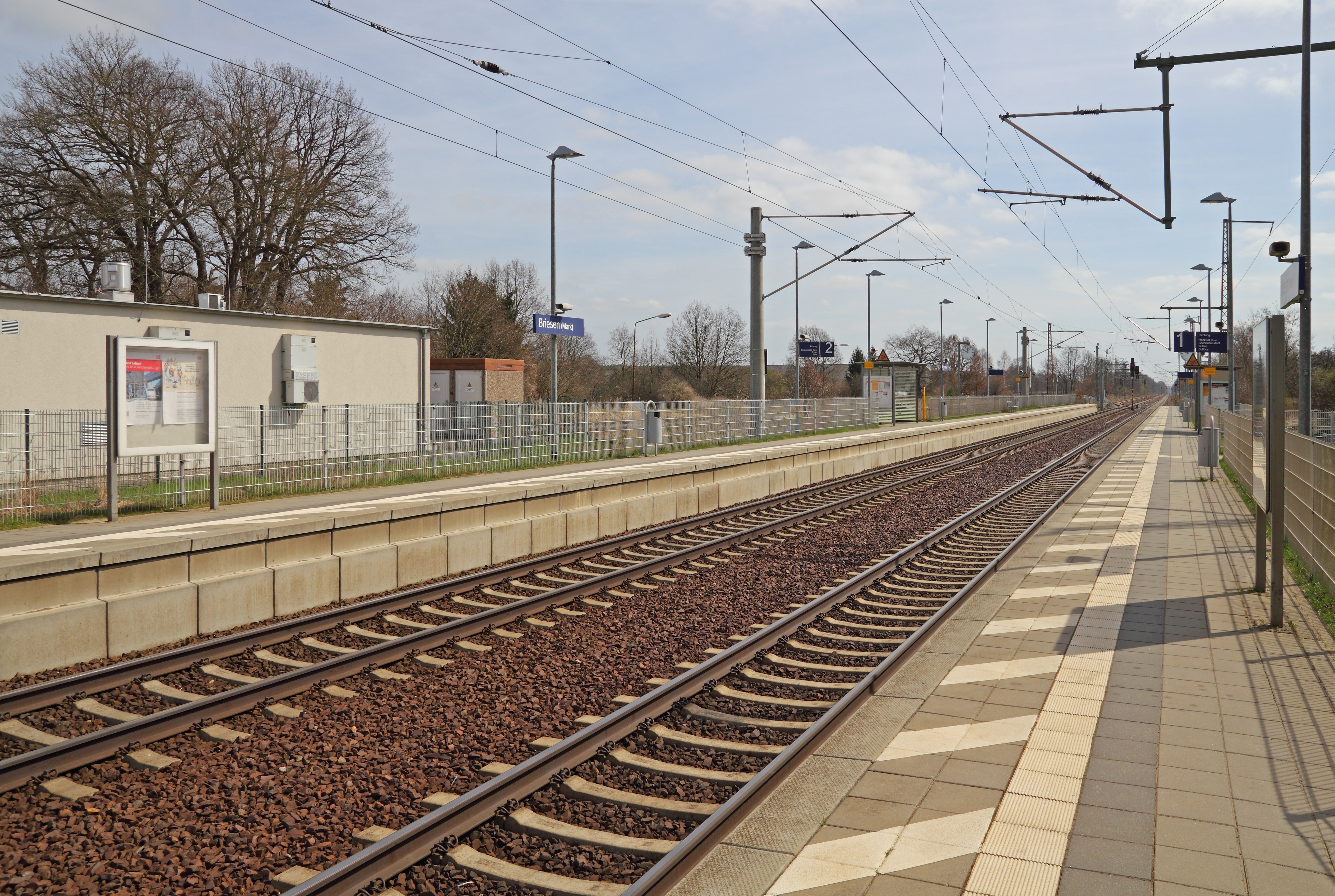
Железнодорожная платформа